# 유럽 연합의 확대

회원국
탈퇴국: 영국
유럽 자유 무역 연합 가입국: 아이슬란드, 리히텐슈타인, 노르웨이, 스위스 (EU 미가입)
후보국: 알바니아, 몰도바, 몬테네그로, 북마케도니아, 세르비아, 튀르키예, 우크라이나
신청국: 보스니아 헤르체고비나, 조지아
신청 잠재 후보국: 코소보
비가입국

유럽 연합의 확대(영어: Enlargement of the European Union)는 유럽 통합의 과정에서 유럽 연합(EU)의 창립에서 그 회원국의 증가, 현재 진행되고 있는 가입 협의 등을 말한다.

## 상세
제2차 세계대전 이후 유럽의 재건을 위해서 독일와 프랑스가 정치 및 경제적으로 협력하는데 합의하면서 유럽 연합의 모태, 즉 유럽 석탄 철강 공동체(ECSC)가 탄생하였다. 이후 유럽이 냉전의 최전방 지역이 되면서, 6개 국가로 시작한 ECSC가 EEC로 개편되고, 1973년부터 더 많은 국가들이 유럽 연합의 일원이 되었다. 1990년대 냉전이 종식됨에 따라서 동유럽 국가들이 하나둘 씩 유럽 연합에 가입하게 되었다. 2020년에는 영국이 처음으로 유럽 연합을 탈퇴하기도 하였다. 현재 가입 요건이 충분히 되지만 가입하지 않은 아이슬란드, 노르웨이, 스위스를 제외한 대부분의 국가들이 유럽 연합의 회원국이다. 이외에도 서부 발칸 국가들, 우크라이나, 몰도바, 조지아 등이 유럽 연합의 가입을 희망하고 있다. 동유럽의 제일 끝에 있는 벨라루스는 유럽 연합에 대하여 별다른 입장을 표명하고 있지 않다.

## 유럽 연합 가입의 지위
- 후보국
- 신청국
- 신청 잠재 후보국
- 비가입국

## 연혁

유럽 연합(1993년 이전 유럽 공동체) 회원국의 영토 가입 순서

- 1952년 7월 23일: 파리 조약의 발효와 함께 유럽 석탄 철강 공동체(ECSC)가 설립됨. 창립 회원국은 베네룩스 3국(벨기에, 네덜란드, 룩셈부르크), 프랑스, 이탈리아, 서독.
- 1958년 1월 1일: 로마 조약의 발효와 함께 유럽 경제 공동체(EEC, 나중에 유럽 공동체(EC)로 개편됨)가 설립됨.
- 1962년 7월 5일: 알제리가 프랑스로부터 독립하면서 유럽 경제 공동체에서 탈퇴함.
- 1967년 7월 1일: 합병 조약의 발효와 함께 유럽 석탄 철강 공동체(ECSC), 유럽 경제 공동체(EEC), 유럽 원자력 공동체(EURATOM) 3개 공동체의 조직 체제가 통합되면서 유럽의 공동체가 설립됨.
- 1973년 1월 1일(제1차 확대): 덴마크, 아일랜드, 영국이 유럽 공동체에 가입함.
- 1981년 1월 1일(제2차 확대): 그리스가 유럽 공동체에 가입함.
- 1985년: 덴마크의 자치령인 그린란드가 주민 투표를 통해 유럽 공동체를 탈퇴함.
- 1986년 1월 1일(제3차 확대): 포르투갈, 스페인이 유럽 공동체에 가입함.
- 1990년 10월 3일: 동서독 통일에 따라 옛 동독이 서독에 편입됨.
- 1993년 11월 1일: 마스트리흐트 조약의 발효와 함께 유럽 연합(EU)이 설립됨.
- 1995년 1월 1일(제4차 확대): 오스트리아, 핀란드, 스웨덴이 유럽 연합에 가입함.
- 2004년 5월 1일(제5차 확대): 키프로스, 체코, 에스토니아, 헝가리, 라트비아, 리투아니아, 몰타, 폴란드, 슬로바키아, 슬로베니아가 유럽 연합에 가입함.
- 2007년 1월 1일(제6차 확대): 불가리아, 루마니아가 유럽 연합에 가입함.
- 2007년 12월 13일: 유럽 연합 회원국 대표들이 리스본 조약에 서명함.
- 2009년 12월 1일: 리스본 조약이 발효됨.
- 2013년 7월 1일(제7차 확대): 크로아티아가 유럽 연합에 가입함.
- 2020년: 영국이 유럽 연합에서 탈퇴함.

## 후보국

### 튀르키예
튀르키예는 지리상으로 국토의 일부인 이스탄불 지역이 유럽에 속해 있고, 과거 오스만 제국 시기에 발칸 반도 일대를 지배한 적이 있으며, 유럽에 적지 않은 경제적 영향을 미치고 있기 때문에 유럽 연합의 가입국이 되기를 희망하고 있다. 이에 따라 튀르키예는 1987년 4월 14일에 가입을 신청했으며 1999년 12월 12일에 후보국 지위를 인정받았다. 2005년 10월 3일부터 본격적으로 가입 협상을 개시했다. 그러나 튀르키예의 주요 종교가 이슬람교라는 점, 유럽 의회에서의 튀르키예의 비중 문제, 그리스 및 키프로스와의 관계 청산 문제, 키프로스 분쟁, 그리고 과거 오스만 제국의 속주였던 발칸 반도의 EU 회원국들과의 관계로 가입이 어려워지고 있다.
그리스는 튀르키예와의 원한이 깊은 나라였으나, 2002년 튀르키예에서 에르도안 정부 수립 이후부터 외교 정책을 선회하기 시작해 그리스와 교류관계를 강화시키기 시작했고, 그리스는 총리가 공식적으로 EU 가입을 지지하겠다고 선언한 상황이지만 아직까지 역사적으로 원한이 깊은 관계로 두 나라 간의 원활한 외교 활동에는 제약이 있다. 키프로스는 그리스계가 인구의 절반을 차지하고 있으며, 튀르키예가 키프로스의 북부 지역을 군사적으로 점령한 상태이고 이곳 북부 지역에는 튀르키예만이 인정한 북키프로스가 있다. 이로 인해 키프로스는 이곳 북부 지역을 점령한 북키프로스를 국가로 인정하고 있지 않으며 이는 튀르키예와의 관계에 걸림돌이 되고 있다. 키프로스는 이러한 문제로 인해 튀르키예의 유럽 연합 가입을 반대하고 있다.
이뿐만 아니라 유럽 연합의 경제 영향 축소를 우려한 프랑스, 독일, 스페인 등이 자국의 경제의 악영향을 이유로 가입에 반대하고 있다. 과거 튀르키예의 전신 국가였던 오스만 제국과 전쟁을 했거나 지배를 당했던 헝가리, 크로아티아, 루마니아, 불가리아 등 동유럽 회원 국가들도 튀르키예의 유럽 연합 가입에 반대하거나 부정적인 입장을 보이고 있다.
튀르키예는 2013년 9월부터 유럽 연합과 가입 협상을 다시 하고 있지만 아직까지 가입에 진전이 전혀 없는 상태다. 이에 튀르키예 총리는 2023년까지 가입 협상이 안 되면 유럽 연합 가입을 포기하겠다고 선언하였다.

### 북마케도니아
2004년 3월 22일에 가입을 신청했으며 2005년 12월 17일에 후보국 지위를 인정받았다. 2009년 12월부터 비자 면제가 시행되었다. 하지만 북마케도니아는 독립 이후부터 지속된 그리스와의 마케도니아 국호 분쟁과 국내 개혁 절차의 지연 때문에 유럽 연합에 발을 들여놓지 못했다. 그러나 북마케도니아는 2018년 6월 17일에 그리스와 체결한 프레스파 협정을 통해 국호를 마케도니아 공화국에서 북마케도니아 공화국으로 변경하면서 유럽 연합 가입의 큰 장애물이었던 그리스와의 국호 분쟁을 해결했고 이를 계기로 가입 협상을 준비하고 있다.

### 알바니아
2009년 4월 28일에 가입을 신청했다. 2010년 12월부터 비자 면제가 시행되었다. 2014년 6월 24일에 후보국 지위를 획득했다. 알바니아는 유럽 연합이 생각하는 후보국의 조건을 가장 훌륭하게 충족한 국가 중 하나였으나, 2009년 가입 협상에 진전이 없어지자 경제, 정치적 상황이 다시 나빠지기 시작했다. 또한 코소보를 둘러싼 세르비아와의 갈등 또한 가입을 어렵게 만들고 있다.

### 몬테네그로
2008년 12월 15일에 가입을 신청했으며 2010년 12월 17일에 후보국 지위를 획득했다. 2012년 6월 29일부터 가입 협상이 시작되었다.

### 세르비아
유럽 연합으로부터 안정 제휴 협정을 체결한 세르비아는 2009년 12월 22일에 가입을 신청했으며 2012년 3월 1일에 후보국 지위를 획득했다. 2014년 1월 21일부터 가입 협상이 시작되었다.
EU와의 비자 면제 협정도 체결되었으나 코소보 문제로 유럽 연합 가입이 어려운 상황이다. 유럽 연합의 대부분 국가들은 코소보를 독립국으로 인정하고 있지만 세르비아는 코소보를 자국의 자치주로 여기며 독립을 인정하지 않기 때문이다. 유럽 연합은 코소보 전쟁 기간 동안에 유고슬라비아군이 자행했던 코소보인 학살 및 전쟁 범죄에 대해 사과, 코소보의 독립 인정을 요구하고 있으나, 세르비아는 코소보를 자국의 자치주로 여기기 때문에 가입은 상당 기간 어려울 것으로 보인다.

### 코소보
2022년 12월 14일 유럽연합 가입 신청서를 공식 제출하였다.

### 조지아
2022년 3월 3일에 유럽연합 가입 신청서를 공식 제출하였다.

### 우크라이나
2022년 2월 28일에 유럽연합 가입 신청서를 공식 제출하였다.

### 보스니아 헤르체고비나
2016년 2월 15일에 유럽연합 가입 신청서를 공식 제출하였으며, 2022년 12월 15일에 신청서가 승인되었다. 현재 가입후보국 지위를 보유하고 있다.

### 몰도바
2022년 3월 3일에 유럽연합 가입 신청서를 공식 제출하였으며, 2022년 6월 23일에 신청서가 승인되었다. 현재 가입후보국 지위를 보유하고 있다. 2024년 10월, 유럽연합 정식 가입과 관련하여 국민투표가 진행되었다.

## 같이 보기
- 동방 파트너십
- 유로존의 확대
- 유엔 회원국 확장의 역사
- 유럽 경제 지역
- 유럽 자유 무역 연합
- 유럽 통합
- 솅겐 지역
- 지중해 연합
- 유럽 연합 탈퇴

## 외부 문서
- 서부 발칸(Western Balkan)국가들의 EU가입 노력, 그 의미와 장애물
- 세르비아의 EU 가입 과정과 주요 장애물에 관한 연구
- 동유럽으로의 EU 확장, 크로아티아의 EU 가입 : 장애물과 극복 과정을 중심으로
- 우크라이나의 EU 가입 전망:가능성과 한계
- 6개국에서 28개국으로: 유럽연합(EU) 확장과 그 의미 대한 고찰